# Папа Сисиније
Папа Сисиније (лат. Sisinnius; 4. фебруар 708) је био 87. папа од 15. јануара 708. до 4. фебруара 708.